# Paul van Zeeland
Paul Guillaume van Zeeland (1893. november 11. – 1973. szeptember 22.) belga politikus és államférfi volt, Belgium miniszterelnöke 1935 és 1937 között.

## Élete
Van Zeeland Soignies-ban született 1893-ban. Jogi tanulmányokat folytatott, a Leuveni Katolikus Egyetem jogi karán tanított és a gazdaságtudományi intézet igazgatója volt ugyanezen az egyetemen. A Belga Nemzeti Bank igazgatótanácsának tagja.
1935. március 25-én, a gazdasági világválság közepén alakította meg nemzeti egységkormányát a három legnagyobb belga párt, a katolikusok, liberálisok és a szocialisták részvételével. A kormánynak a válságra való tekintettel a parlament széles körű felhatalmazást adott és Van Zeeland vezetésével részben enyhítették a gazdasági válság hatásait: a belga frankot leértékelték és jelentősen növelték a költségvetési kiadásokat a gazdaság élénkítése céljából.
1936 tavaszán a kormánynak a REX (a belga fasiszta párt) izgatása miatt le kellett mondania, de Van Zeeland ismét kormányt alakíthatott 1936 júniusa és 1937 novembere között. A második alkalommal a kormány szükségállapotot hirdetett ki, ennek segítségével el tudták fojtani a rexisták mozgalmát. A kormány ezután progresszív szociális reformokat vezetett be, többek között a 40-órás munkahetet és a munkanélküliek támogatását, ami némileg enyhítette a Belgiumban kialakult politikai feszültséget. A kormány második hivatali ideje alatt történt, hogy Belgium felmondta a Franciaországhoz fűződő, az első világháború után kötött katonai szövetségét és visszatért a hagyományos semlegességhez (amelyet most „függetlenségi politika” néven hívtak).
1939-ben, a második világháború kitörése után van Zeeland Londonba menekült, ahol a Menekültügyi Bizottság (Committee on Refugees) elnöke lett. 1944-ben a háború alatt elmenekült belgák visszatelepítéséért felelős különmegbízott lett. A háború után 1949 és 1954 között számos kormányban szolgált, mint külügyminiszter, majd ezután a belga kormány és a NATO minisztertanácsának gazdasági tanácsadója volt. 1973-ban Brüsszelben halt meg.

## Az első van Zeeland-kormány tagjai
| Miniszteri tiszt                                             | Név                        | Párt        |
| ------------------------------------------------------------ | -------------------------- | ----------- |
| Miniszterelnök és igazságügyminiszter                        | Paul van Zeeland           | Katolikus   |
| Belügyminiszter                                              | Charles du Bus de Warnaffe | Katolikus   |
| Közoktatási miniszter                                        | François Bovesse           | Liberális   |
| Igazságügyminiszter                                          | Eugène Soudan              | Szocialista |
| Pénzügyminiszter                                             | Max-Léo Gérard             | Liberális   |
| Mezőgazdasági miniszter                                      | August De Schryver         | Katolikus   |
| Közmunkaügyi és munkanélküliek ellátásáért felelős miniszter | Hendrik De Man             | Szocialista |
| Munkaügyi és szociális miniszter                             | Achille Delattre           | Szocialista |
| Gazdasági miniszter                                          | Philip Van Isacker         | Katolikus   |
| Közlekedési, vasút, posta és távközlési miniszter            | Paul-Henri Spaak           | Szocialista |
| Honvédelmi miniszter                                         | Albert Devèze              | Liberális   |
| Gyarmatügyi miniszter                                        | Edmond Rubbens             | Katolikus   |
| Tárca nélküli miniszter                                      | Prosper Poullet            | Katolikus   |
| Tárca nélküli miniszter                                      | Paul Hymans                | Liberális   |
| Tárca nélküli miniszter                                      | Emile Vandervelde          | Szocialista |

## A második van Zeeland-kormány tagjai
| Miniszteri tiszt                                             | Név                | Párt         |
| ------------------------------------------------------------ | ------------------ | ------------ |
| Miniszterelnök                                               | Paul van Zeeland   | Katolikus    |
| Külügyminiszter                                              | Paul-Henri Spaak   | Szocialista  |
| Belügyminiszter                                              | August De Schryver | Katolikus    |
| Közoktatásügyi miniszter                                     | Julius Hoste       | Liberális    |
| Igazságügyminiszter                                          | François Bovesse   | Liberális    |
| Pénzügyminiszter                                             | Hendrik De Man     | Szocialista  |
| Mezőgazdasági miniszter                                      | Hubert Pierlot     | Katolikus    |
| Közmunkaügyi és munkanélküliek ellátásáért felelős miniszter | Joseph Merlot      | Szocialista  |
| Munkaügyi és szociális miniszter                             | Achille Delattre   | Szocialista  |
| Gazdasági miniszter                                          | Philip Van Isacker | Katolikus    |
| Közlekedésügyi miniszter                                     | Marcel Jaspar      | Liberális    |
| Vasút, posta és távközlési miniszter                         | Désiré Bouchery    | Szocialista  |
| Honvédelmi miniszter                                         | Henri J. Denis     | pártonkívüli |
| Gyarmatügyi miniszter                                        | Edmond Rubbens     | Katolikus    |
| Tárca nélküli miniszter                                      | Prosper Poullet    | Katolikus    |
| Közegészségügyi miniszter                                    | Emile Vandervelde  | Szocialista  |

### Változások
- 1937. február 4-én lemondott François Bovesse igazságügyminiszter, helyét  Hubert Pierlot vette át ideiglenesen, majd 1937. július 13-ától Victor Maistriau véglegesen.

## Fordítás
- Ez a szócikk részben vagy egészben  a   Paul van Zeeland című angol Wikipédia-szócikk fordításán alapul.  Az eredeti cikk szerkesztőit annak laptörténete sorolja fel. Ez a jelzés csupán a megfogalmazás eredetét és a szerzői jogokat jelzi, nem szolgál a cikkben szereplő információk forrásmegjelöléseként.